# Leçons de conduite (film)
Pour les articles homonymes, voir Leçons de conduite (homonymie).
Pour plus de détails, voir Fiche technique et Distribution.
Leçons de conduite (titfre original : Driving Lessons) est un film britannique réalisé par Jeremy Brock sorti en 2006.

## Synopsis
Ben Marshall est un jeune Anglais de dix-sept ans. Poète incompris et timide, il doit supporter sa mère Laura qui l'éloigne le plus possible de tout divertissement en essayant de le pousser vers Dieu et la religion. Robert Marshall, pasteur soumis à sa femme et qui a décidé de loger un vieil homme fou, ne trouve de distraction que dans la recherche d'oiseaux, pour oublier l'échec de son mariage.
Ben, de son côté, a un chagrin d'amour avec Sarah qui l'a repoussé quand il lui récitait un poème où il lui avouait ses sentiments et qui subit les disputes régulières de ses parents.
Pour se faire de l'argent de poche, sa mère lui suggère de trouver un boulot d'été. C'est alors qu'il tombe sur l'annonce d'Evie Walton, une vieille actrice fatiguée, qui l'engage. Evie lui fait découvrir un monde inconnu, la légèreté et le camping... Ben se sent de plus en plus à l'aise, perd de sa timidité et en oublie presque sa vie déprimante. Mais saura-t-il tenir tête à sa mère ?

## Fiche technique
- Titre français : Leçons de conduite
- Titre original : Driving Lessons
- Réalisation et scénario : Jeremy Brock
- Musique : Clive Carroll et John Renbourn
- Directeur de la photographie : David Katznelson
- Montage : Trevor Waite
- Distribution des rôles : Priscilla John
- Création des décors : Amanda McArthur
- Direction artistique : John Reid
- Création des costumes : Robin Fraser-Paye
- Tournage : juin 2005
- Pays de production :  Royaume-Uni
- Langue : anglais
- Genre : Comédie dramatique
- Durée : 98 minutes
- Dates de sortie : 
  - Royaume-Uni : 25 août 2006 (Festival du film d'Édimbourg), 4 septembre 2006 (première à Londres)
  - France : 18 mai 2006 (Marché du Film à Cannes), 26 août 2008 (sortie en DVD)
  - Canada : 19 janvier 2007 (Montréal)

## Distribution
- Rupert Grint (VF : Charles Pestel) : Ben Marshall
- Julie Walters (VF : Marie Martine) : Evie Walton
- Laura Linney (VF : Virginie Ledieu) : Laura Marshall
- Nicholas Farrell (VF : Bernard Bollet) : Robert Marshall
- Jim Norton : Mr. Fincham
- Michelle Duncan (en) : Bryony
- Tamsin Egerton : Sarah
- Jacques Kerr : le serveur
- Oliver Milburn : Peter
- Jordan Young : le réceptionniste
- Rita Davies : Mme Robottom

## Autour du film
- L'actrice américaine Laura Linney, déjà reconnue dans son pays, dernièrement grâce à Dr Kinsey et L'Exorcisme d'Emily Rose au cinéma, joue dans son deuxième film britannique trois ans après Love Actually (2003).
- Le réalisateur Jeremy Brock a choisi Rupert Grint pour le rôle principal masculin car il a estimé que le jeune comédien a été sous-utilisé pour les troisième et quatrième volets des aventures de Harry Potter.
- Rupert Grint, qui conduit une voiture dans le film, avait 16 ans au moment du tournage, alors que l'âge légal en Grande-Bretagne est de 17 ans. Les scènes où il conduit sont tournés sur des routes privées.
- Rupert Grint et Julie Walters ont déjà tourné ensemble : l'actrice joue la mère de Ron, interprété par Rupert Grint, dans la saga cinématographique de Harry Potter.
- En France, le film est baptisé Leçons de conduite et ne connut qu'une sortie en DVD fin août 2008 et une diffusion télévisée sur Canal+ le 19 septembre 2008[1].